# Erikssonsdammen
Erikssonsdammen är en damm i Almnäsbäcken i Hjo kommun i Västergötland och ingår i Motala ströms huvudavrinningsområde.
Erikssonsdammen ligger uppströms Rammadammen, Mellandammen, Hållsdammen och Dicksonsdammen.